# Moondance
| 전문가 평가                   | 전문가 평가 |
| 평가 점수                     | 평가 점수   |
| 출처                          | 점수        |
| ----------------------------- | ----------- |
| AllMusic                      | [ 2 ]       |
| Christgau's Record Guide      | A+          |
| Encyclopedia of Popular Music | [ 4 ]       |
| The Great Rock Discography    | 9/10        |
| Los Angeles Times             | [ 6 ]       |
| Music Story                   | [ 7 ]       |
| MusicHound Rock               | 5/5         |
| Pitchfork                     | 8.4/10      |
| The Rolling Stone Album Guide | [ 10 ]      |
| Sputnikmusic                  | 5/5         |

《Moondance》는 북아일랜드의 싱어송라이터 밴 모리슨의 세 번째 스튜디오 음반이다. 1970년 1월 27일, 워너 브라더스 레코드를 통해 발매되었다. 첫 번째 워너 브라더스 음반인 《Astral Weeks》 (1968년)가 상업적으로 실패한 후, 모리슨은 아내와 함께 뉴욕주 북부로 이주하여 《Moondance》를 위한 곡 작업을 시작했다. 그곳에서 그는 이 음반을 함께 녹음하게 될 연주자들을 만나게 되었고, 1969년 8월과 9월에 뉴욕의 A & R 스튜디오에서 본격적인 녹음을 진행하였다.
이 음반에서 모리슨은 《Astral Weeks》의 추상적인 포크 재즈 구성에서 벗어나, 보다 형식적인 곡들을 선보였다. 이 곡들은 모두 모리슨이 직접 작곡하고 프로듀싱하였다. 활기찬 리듬 앤 블루스/록 사운드는 이후 그의 경력에서 가장 잘 알려지게 될 음악 스타일이었다. 이 음반의 음악은 솔, 재즈, 팝, 아일랜드 포크의 요소들을 접목하였으며, 자연, 음악, 낭만적 사랑, 자기 확신과 같은 세속적 주제 속에서 영적 갱신과 구원을 찾는 내용을 담고 있다.
《Moondance》는 발표와 동시에 비평적, 상업적으로 모두 큰 성공을 거두었다. 이 음반은 모리슨이 대중 음악계에서 주요 아티스트로 자리매김하는 데 기여했으며, 수록곡 여러 곡은 1970년대 초반 FM 라디오에서 자주 방송되는 대표곡이 되었다. 《Moondance》는 팝/록 역사상 가장 높은 평가를 받는 음반 중 하나로, 여러 전문 매체의 최고의 음반 순위에 꾸준히 이름을 올리고 있다. 2013년에는 리마스터된 디럭스 에디션이 발매되어 유사한 호평을 받았다.

## 배경
록 밴드 뎀을 탈퇴한 후, 밴 모리슨은 뉴욕에서 음반 프로듀서 버트 번스를 만나 1967년 3월, 그의 첫 솔로 싱글 〈Brown Eyed Girl〉을 번스의 뱅 레코드를 통해 녹음하였다. 그러나 그해 말 번스가 갑작스럽게 사망하자, 모리슨은 1968년 8월, 보스턴의 캐터콤즈 나이트클럽에서 공연하던 중 그를 눈여겨본 워너 브라더스 레코드의 임원 조 스미스에게 새 음반 계약 제의를 받았다. 스미스는 뱅 레코드와의 계약을 인수하였고, 이에 따라 모리슨은 워너 브라더스를 통해 첫 음반 《Astral Weeks》를 녹음할 수 있었다. 이 음반은 훗날 평단의 극찬을 받았지만, 당시로서는 길고 어쿠스틱한 고백적 포크 재즈 곡들로 구성되어 있어 대중에게는 큰 반향을 일으키지 못했고, 상업적으로 실패작으로 남았다.
《Astral Weeks》를 녹음한 후, 모리슨은 아내 재닛 플래닛과 함께 뉴욕주 북부에 위치한 예술가 공동체 우드스톡 인근의 캐츠킬산맥 정상에 자리한 집으로 이주했다. 플래닛에 따르면, 당시 밥 딜런은 막 우드스톡을 떠난 직후였으며, 모리슨은 딜런에게 강한 영향을 받았다고 한다. 플래닛은 이렇게 회고했다. "밴은 딜런과 절친이 될 작정이었어요. 우리가 딜런의 집 근처를 차로 지날 때마다... 밴은 딜런의 집으로 이어지는 자갈길을 창밖으로 애절하게 바라보곤 했죠. 딜런만이 자신이 주목할 만한 동시대 인물이라고 생각했어요."
모리슨은 1969년 7월부터 《Moondance》를 위한 곡 작업을 시작했다. 《Astral Weeks》의 저조한 판매 성적을 의식한 그는, 청중에게 보다 친숙하고 매력적으로 다가갈 수 있는 음반을 만들고자 했다. 그는 훗날 이렇게 말했다. "나는 음반을 기본적으로 팔기 위해 만드는 거고, 너무 멀리 나가면 많은 사람이 공감하지 못해요. 현실적인 차원에서 예술성만 고집할 수는 없었어요. 결국 살아야 하니까요." 《Moondance》 녹음에 참여한 연주자들은 대부분 우드스톡 지역에서 섭외되었으며, 이후 몇 년간 모리슨과 함께 작업을 이어가게 된다. 이들에는 기타리스트 존 플라타니아, 색소폰 연주자 잭 슈로어, 키보디스트 제프 라베스 등이 포함된다. 한편 모리슨은 8월, 우드스톡 페스티벌이 개최되며 이 지역에 인파가 몰리자, 그곳을 떠나게 되었다.

## 커버 아트
이 음반의 커버 아트는 모리슨의 자택에서 엘리엇 랜디가 촬영했다. 그는 이전에 밥 딜런의 1969년 음반 《Nashville Skyline》의 커버 아트도 맡은 바 있다. 랜디는 촬영 당일 모리슨의 이마에 나 있던 큰 여드름을 가리기 위해 얼굴을 클로즈업하여 구도를 잡았다.
재닛 플래닛은 이 음반의 라이너 노트를 작성했으며, 모리슨의 이야기를 동화풍으로 서술하였다. 노트는 "옛날 옛적에, 재능이 있다고들 하는 아주 젊은 청년이 살고 있었다"라는 문장으로 시작된다. 플래닛에 따르면, 워너 브라더스 레코드는 그녀가 모리슨을 홍보하는 데 도움이 되기를 바라며 참여를 독려했다. 회사는 "그녀의 이미지가 너무나 수수께끼 같았기 때문에, 오히려 그의 음악을 시각적으로 설명하기에 완벽하다"고 판단했다는 것이다. 훗날 그녀는 이를 회고하며 "뮤즈가 된다는 건 보답 없는 일이었고, 대가는 형편없었다"고 말했다.

## 곡 목록
모든 곡들은 밴 모리슨에 의해 작사/작곡하였다.
| #  | 제목                 | 재생 시간 |
| -- | -------------------- | --------- |
| 1. | 〈And It Stoned Me〉 | 4:30      |
| 2. | 〈Moondance〉        | 4:35      |
| 3. | 〈Crazy Love〉       | 2:34      |
| 4. | 〈Caravan〉          | 4:57      |
| 5. | 〈Into the Mystic〉  | 3:25      |

| #  | 제목                    | 재생 시간 |
| -- | ----------------------- | --------- |
| 1. | 〈Come Running〉        | 2:30      |
| 2. | 〈These Dreams of You〉 | 3:50      |
| 3. | 〈Brand New Day〉       | 5:09      |
| 4. | 〈Everyone〉            | 3:31      |
| 5. | 〈Glad Tidings〉        | 3:13      |

## 인증
| 국가                                                            | 인증        | 판매량/출하량 |
| --------------------------------------------------------------- | ----------- | ------------- |
| 영국 (BPI)                                                      | 플래티넘    | 300,000       |
| 미국 (RIAA)                                                     | 3× 플래티넘 | 3,000,000^    |
| ^출하량을 기반으로 한 인증 · 판매량+스트리밍을 기반으로 한 인증 |             |               |